# Όrοs Vermiο
Όrοs Vermiο este o arie protejată (arie specială de conservare — SAC, sit de importanță comunitară — SCI) din Grecia întinsă pe o suprafață de 25.399,59 ha, integral pe uscat.

## Localizare
Centrul sitului Όrοs Vermiο este situat la coordonatele 40°35′39″N 21°57′10″E / 40.594292°N 21.952915°E.

## Înființare
Situl Όrοs Vermiο a fost declarat sit de importanță comunitară în aprilie 1997 pentru a proteja 2 specii de plante și 6 specii de animale. Situl a fost protejat și ca arie specială de conservare în martie 2011.

## Biodiversitate
Situată în ecoregiunea mediteraneană, aria protejată conține 16 habitate naturale: Râuri de munte și vegetația lor lemnoasă cu Salix elaeagnos, Formațiuni stabile xerotermofile de Buxus sempervirens pe pante stâncoase (Berberidion p.p.), Pajiști alpine și subalpine calcaroase, Pajiști uscate din regiunea submediteraneeană estică (Scorzoneratalia villosae), Pajiști umede mediteraneene cu ierburi înalte de Molinio-Holoschoenion, Păduri de fag Asperulo-Fagetum, Păduri de fag subalpine medio-europene cu Acer și Rumex arifolius, Păduri de pini scoțieni din masivele Balcanilor și Rodopilor, Păduri panonice-balcanice de stejar turcesc - stejar sesil, Păduri de Castanea sativa, Păduri de fag elene cu Abies borisii-regis, Păduri de Quercus frainetto, Păduri de Platanus orientalis și Liquidambar orientalis (Platanion orientalis), Păduri de pin (sub-) mediteraneene cu pini negri endemici, Păduri de pin mediteraneene cu pini mezogeni endemici, Păduri de pin oro-mediteraneene de altitudine.
La baza desemnării sitului se află mai multe specii protejate:
- plante (2): Dactylorhiza kalopissii subsp. kalopissii, Himantoglossum jankae
- amfibieni (2): izvoraș-cu-burta-galbenă (Bombina variegata), Triturus macedonicus
- mamifere (1): vidră de râu (Lutra lutra)
- nevertebrate (2): Morimus asper funereus, Rosalia alpina
- reptile (1): țestoasă bănățeană (Testudo hermanni)

Pe lângă speciile protejate, pe teritoriul sitului au mai fost identificate 44 de specii de plante, 6 specii de amfibieni, 9 specii de mamifere, 8 specii de reptile.